# Eslavos en la Baja Panonia

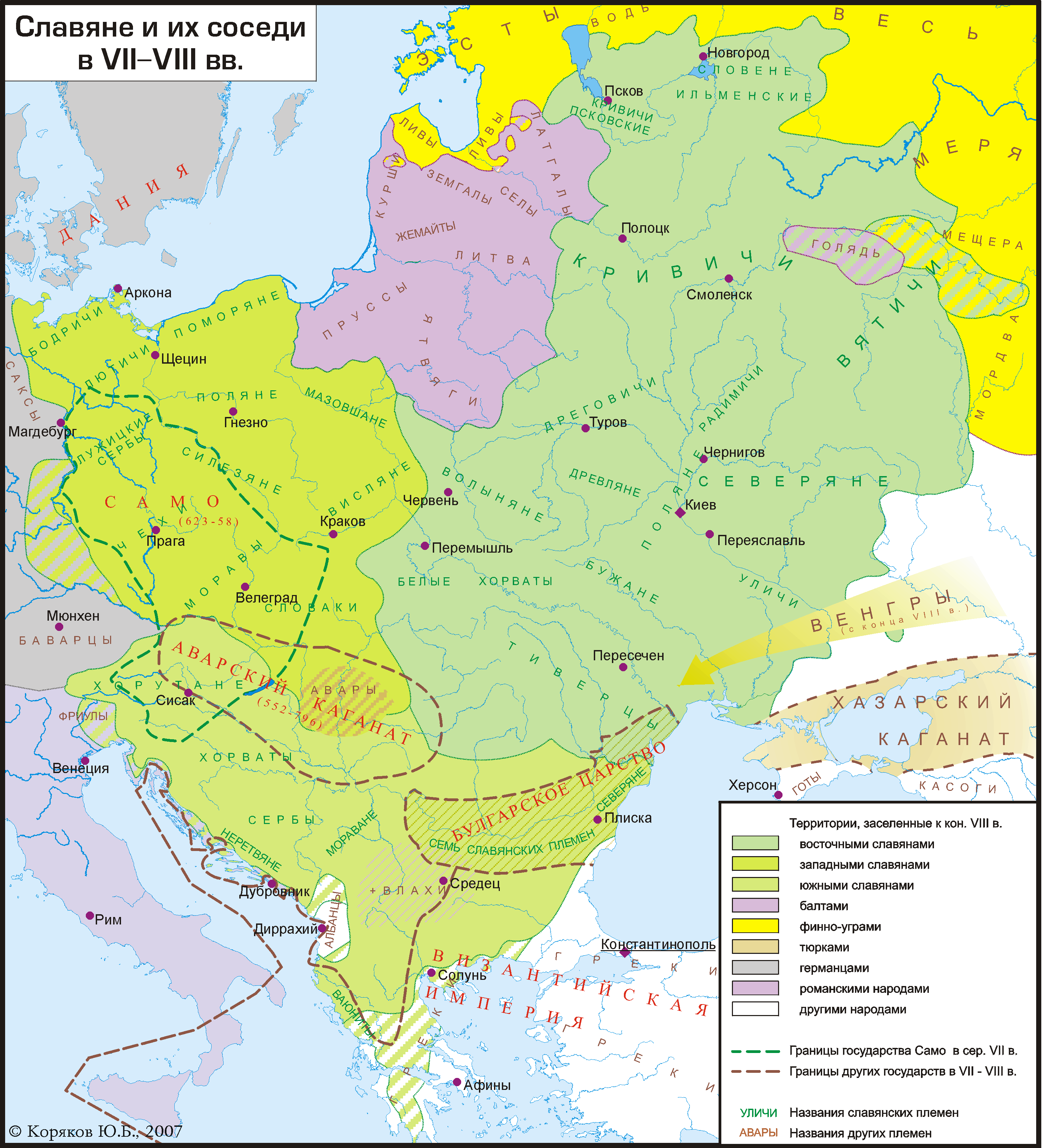
Migración y asentamiento eslavos durante la Alta Edad Media, incluida la región de Panonia

Los primeros eslavos se establecieron en las partes oriental y meridional de la antigua provincia romana de Panonia. El término «Panonia inferior» (en latín: Pannonia inferior, en húngaro: Alsó-pannoniai grófság, en serbocroata: Donja Panonija/Доња Панонија, esloveno: en esloveno: Spodnja Panonija) se utilizó para designar las áreas de la llanura de Panonia que se encuentran al este y al sur del río Rába, con la división de Superior e Inferior heredada de la terminología romana.
Desde mediados del siglo VI hasta finales del siglo VIII, la región estuvo bajo el dominio de los ávaros, mientras que los habitantes eslavos estuvieron bajo el dominio de los ávaros. A principios del siglo IX, ese estado fue destruido y reemplazado por el gobierno supremo del Imperio franco, que duró hasta la conquista magiar (c. 900).
Durante el período franco, la región de la Baja Panonia estuvo gobernada por gobernantes eslavos locales, que estaban bajo la soberanía de los reyes francos. Dentro del sistema administrativo franco, se creó la Marca de Panonia, con el dominio franco directo ejercido en la «Alta Panonia» a través de condes francos, mientras que la Baja Panonia fue gobernada como principado por príncipes eslavos locales, bajo el dominio franco supremo. Durante el siglo IX, la dominación franca en la Baja Panonia también fue impugnada por el kanato búlgaro y la Gran Moravia.
En el siglo X, la conquista húngara de la cuenca de los Cárpatos dividió efectivamente a las comunidades eslavas de la región en dos, lo que llevó a la formación de los eslavos occidentales y los eslavos del sur.

## Contexto
El dominio romano en las regiones de Panonia desapareció durante el siglo V y fue reemplazado por la subsecuente dominación de hunos, godos y longobardos. Durante el reinado del emperador bizantino Justino II (r. 565-578), y después de la guerra lombardo-gépida de 567, los ávaros invadieron Panonia y conquistaron casi toda la llanura de Panonia (568). Aunque es posible que algunos pequeños grupos protoeslavos pudieran haber llegado a «mediados del siglo V y la época de la dominación húngara», durante los siglos VI y VII, las regiones de Panonia fueron ciertamente habitadas por eslavos, que estaban bajo el dominio de los ávaros.

## Principado de la Baja Panonia
Durante la guerra franca contra los ávaros, los Anales reales francos mencionaron a un Wonomyrus Sclavus (Vojnomir el Eslavo) activo en 795. Erico, duque de Friul, envió a Vojnomir con su ejército a Panonia, entre el Danubio y el Tisza, donde saquearon los dominios de los ávaros. Al año siguiente, los ávaros fueron derrotados y el poder de los francos se extendió más al este, hasta el Danubio central. A mediados del siglo IX, la Baja Panonia ya estaba habitada por una mayoría eslava (además de los «eslavos de Panonia», incluidos dulebes y posiblemente algunos croatas), y en 873 también se encontraban avaros cristianos.
Después de la destrucción del estado avaro, los eslavos de Panonia quedaron bajo el dominio franco. Inicialmente, los príncipes eslavos locales estaban bajo la soberanía franca, dentro de la Marca de Panonia, y algunos de ellos son conocidos por fuentes primarias francas. El príncipe Ludovico fue mencionado en los Anales reales francos como «duque de la Baja Panonia» (en latín: Liudewiti, ducis Pannoniae inferioris), habiendo encabezado un levantamiento contra los francos (811-822). No se conocen sus motivos, pero se presume que fue impulsado por el deseo de una mayor autonomía. Se le unieron carantanianos, carniolanos, supuestamente eslavos alrededor de Salzburgo y fue apoyado por Fortunatus II (Patriarca de Grado), que era una amenaza sustancial ya que su fuerza reflejaba en parte al antiguo Kanato ávaro. Su fortaleza estaba en Sisak (en latín: Siscia), antigua metrópoli de la antigua provincia romana de Pannonia Savia. Sin embargo, los límites exactos de su principado son inciertos ya que el término de Panonia inferior podría haber implicado tanto las tierras entre el río Drava y el Sava, así como al norte y al este de ellos en la antigua provincia romana de Pannonia Secunda (hoy Syrmia). Posiblemente su gobierno se expandió más hacia el este porque en las fuentes históricas se dice que se unió a la tribu de timocianos que vivía alrededor del valle de Timok (en la actual Serbia oriental). El tamaño del principado tenía que ser proporcional a los recursos necesarios para rebelarse contra las fuerzas militares de Borna de Dalmacia y los francos.
Después del fallido levantamiento y muerte de Ludovico, en 827 los búlgaros al mando del Gran kan Omurtag invadieron y conquistaron la Baja Panonia y partes de los territorios francos al norte. También instalaron sus propios gobernadores. El conflicto franco-búlgaro fue probablemente estimulado por el control de las tribus de Timočani y Praedenecenti. El rey Luis el Germánico en 828 hizo un contraataque y finalmente la Marca de Friuli se dividió en cuatro condados. Uno de ellos probablemente fue el temprano Ducado de Croacia (que también se expandió sobre el territorio de Sisak) mientras que Panonia volvió a formar parte de la Marca Panónica, ambos vasallos de Francia Oriental. Al año siguiente, los búlgaros hicieron otro ataque, pero sin más éxito, aunque el territorio de Panonia probablemente perdió su parte oriental ante el Primer Imperio Búlgaro.
Después de eso, en 838, un príncipe eslavo local, Ratimir, emergió como el nuevo gobernante en las regiones de la Baja Panonia, alrededor de los ríos Drava y Sava. Probablemente gobernó las áreas orientales de Panonia y fue gobernador de un búlgaro. A él huyó Pribina, expríncipe del Principado de Nitra expulsado por Mojmír I de Moravia. En el mismo año, el conde franco Radbodo de la Marca oriental depuso a Ratimir y fortaleció el dominio franco en la Baja Panonia. Ratimir huyó de la tierra y los francos instalaron al príncipe eslavo Pribina como nuevo gobernante de la Baja Panonia. Pribina (fall. 861) fue sucedido por su hijo, el príncipe Kocel. Durante los gobiernos de Pribina y de Kocel la capital del principado de la Baja Panonia fue Mosapurc (Mosapurc regia civitate), también conocida en eslavo antiguo como Blatnograd (moderno Zalavár cerca del lago Balaton). La forma de gobierno era un principado vasallo del Imperio franco, o según otros, un condado fronterizo (en latín: comitatus) del reino franco oriental. Inicialmente fue dirigido por un dux (Pribina) y más tarde por un comes (Kocel) que fue titulado como «conde de los Eslavos» (en latín: Comes de Sclauis). Su autoridad se extendía hacia el noroeste hasta el río Rába y Ptuj, y hacia el sureste hasta la región de Baranya y el río Danubio. Durante la época de Kocel en la Baja Panonia estuvo activo el misionero bizantino Metodio, y en el mismo período se fecha la carta del papa Juan VIII a un incierto dux Mutimir, comúnmente considerado como Mutimir de Serbia, sobre la formación de la diócesis de Panonia con la sede en Sirmium y cuyo arzobispo, a pedido de Kocel, fue Metodio (ver también arzobispado de Moravia).
El curso de los acontecimientos a finales del siglo IX no está claro. Aunque todavía bajo la influencia franca, una nueva amenaza venía de Svatopluk I de Moravia. Braslav fue el último dux de la Baja Panonia entre, al menos, 884 y 896. Su territorio inicialmente se extendía entre el Drava y el Sava, que mantuvo bajo el señorío de Arnulfo de Carintia. Participó en la guerra franco-morava, y en 895 o 896 Arnulfo le entregó Panonia para asegurar la frontera franca contra una nueva amenaza: los húngaros que conquistaron la Gran Moravia. Sin embargo, los húngaros invadieron posteriormente toda la cuenca de Panonia y continuaron hasta el Reino de Italia.

Fronteras supuestas de los eslavos de Baja Panonia
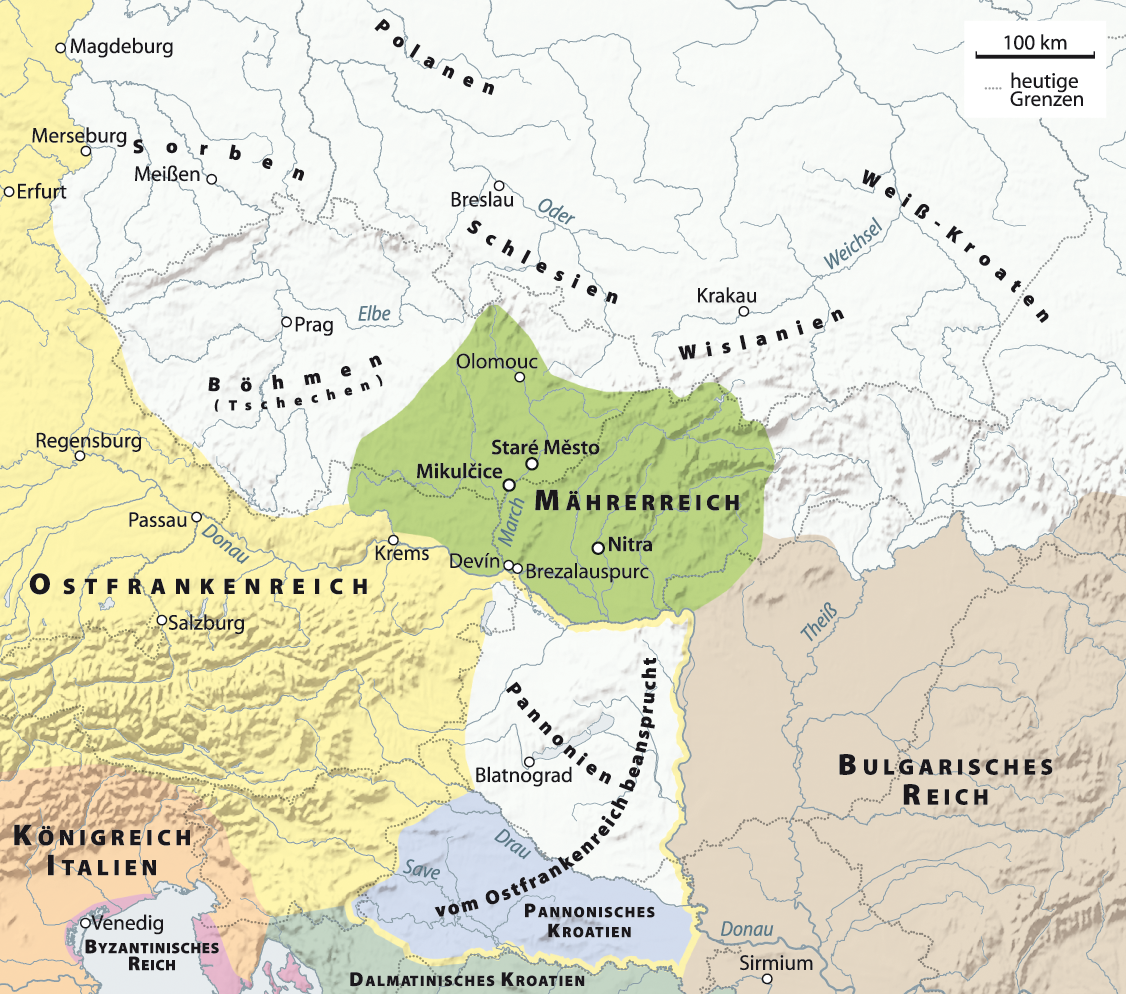
Panonia inferior (blanco) y Superior (celeste)
Principado de Pribina (ca. 846-861)
Principado de Kocel (ca. 861-875)
Ducado de Braslav (finales del siglo IX)

## Consecuencias
Tras el ascenso del Principado de Hungría a mediados de la década de 890, y especialmente después de la batalla de Pressburg (907), no se registraron más gobernantes eslavos en las regiones de la Baja Panonia. La conquista húngara separó a los eslavos occidentales de los eslavos meridionales, lo que influyó en la formación de nuevas identidades eslavas. Parte de los eslavos de Moravia también huyó al Ducado de Croacia. Parece que la nueva frontera entre Croacia y Hungría estaba al norte de la ciudad de Sisak, basádose en un hallazgo arqueológico reciente de un «knez de Bojna» cerca de Glina y en que la diócesis con sede en Sisak se ofreció en el concilio de Split (928) al obispo Gregorio de Nin, circunstancia que solo podría haber sido posible si estuviera dentro de las fronteras del Reino de Croacia. A mediados de la década de 920, Tomislav de Croacia expandió su dominio a algunos territorios de la Baja Panonia, entre el Sava y el Drava, agregándolos al reino croata. Hasta finales del siglo XI, su frontera occidental también fue impugnada por el Sacro Imperio Romano Germánico, y, al mismo tiempo, las regiones del sureste de Panonia (Syrmia) fueron disputadas entre húngaros y búlgaros a lo largo del siglo X. Ha permanecido una incertidumbre general y una disputa sobre las fronteras entre los estados croata y húngaro en los siglos X y XI, con el historiador croata Ferdo Šišić y sus seguidores asumiendo que Tomislav de Croacia habría gobernado la mayor parte del área habitada por croatas, incluidas las regiones del sur de Panonia (Eslavonia), mientras que los historiadores húngaros Gyula Kristó, Bálint Hóman y János Karácsonyi pensaban que el área entre los ríos Drava y Sava no pertenecía ni a Croacia ni a Hungría en ese momento, una opinión que Nada Klaić dijo que ella no excluiría, porque el nombre genérico «Eslavonia» (literalmente, la tierra de los eslavos) puede haberlo implicado. Sin embargo, probablemente estaba más conectado y bajo la influencia de Croacia. Con el continuo crecimiento de la población, la formación de la iglesia y la organización administrativa, incluida la fundación de la diócesis de Zagreb (1094), incluso después de que Croacia entrase en una unión personal con el Reino de Hungría, retuvo la autonomía parcial teniendo un gobernador titulado Ban de Eslavonia.

## Arqueología
Las prácticas y rituales de inhumación de la población diferían y se mezclaban según diversas influencias culturales y étnicas. Incluso después de la derrota franca de los ávaros y del proceso de cristianización, algunas prácticas y rituales paganos no cambiaron, como el cementerio en filas, los festejos en el funeral o el rito de entierro de la estepa con caballo y equipo. Se fundaron muchos asentamientos nuevos alrededor de ciudades antiguas y uno de ellos, Sisak, fue incluso la sede de la diócesis de Sisak. La población eslava nativa y principalmente sedentaria asimiló a los ávaros y fue parte de la cultura Podunavlje Media avaro-eslava. Sedov consideró que esos eslavos eran una mezcla de Sclaveni de la cultura Praga-Korchak y, sobre todo, antes de las culturas Penkovka y Ipotesti-Candesti con algunos objetos de la cultura Martinovka. También asimilaron a los húngaros posteriores cuyos entierros de élite se distinguen por los artefactos orientales, pero finalmente a través del sistema administrativo fueron asimilados lingüísticamente por los propios húngaros. En el siglo X debido a la interacción con los húngaros se formó la llamada cultura Bijelo Brdo ubicada en el área de Podunavlje. Según mediciones craniométricas y hallazgos arqueológicos los primeros croatas probablemente no se asentaron inicialmente en la Baja Panonia y su relación con los eslavos de Panonia sería más política que étnica. Otros argumentan que «los cementerios de Bijelo Brdo y Vukovar difícilmente pueden considerarse prueba de una población eslava precroata en el norte de Croacia» y más bien «representan una población que huye de los magiares durante el siglo X». Esos eslavos que emigraron al territorio de las actuales Baja Austria y Alta Austria, primero durante la época de los longobardos, ya como portadores de la cultura Praga-Korchak, y luego la mayoría de los siglos VII y VIII que pertenecían a la cultura avaro-eslava, fueron asimilados por los bávaros hasta finales del siglo XII.

## En la historiografía croata
Las fuentes latinas contemporáneas se refieren a la región como Pannonia inferior (Baja Panonia), y a sus habitantes en términos generales como eslavos y panonios. Sin embargo, durante todo un siglo bajo el dominio franco extranjero no surgió una sola gens con una identidad específica para la población. En la historiografía croata de los siglos XIX y XX, la atención se centró generalmente en el sistema de gobierno entre los ríos Drava y Sava. Se refirieron al sistema de gobierno como Croacia panónica (en croata: Panonska Hrvatska), para describir esta entidad de una manera que enfatizara su naturaleza croata, principalmente basándose en el capítulo 30 de De Administrando Imperio (DAI). Mientras que DAI afirma que una parte de los croatas dálmatas se habían mudado a Panonia en el siglo VII y gobernaron sobre ella, algunos análisis modernos de fuentes indican que esto era poco probable. Sin embargo, según el historiador croata Hrvoje Gračanin, las tradiciones y el idioma de los eslavos del sur de Panonia no diferían de los de Dalmacia, por lo que durante los períodos en los que las fuentes francas no registraron un gobernante específico de la Baja Panonia, es posible que los duques croatas de Dalmacia, que también eran vasallos francos en ese momento, extendieran el control sobre la región. El nombre «croata» no se utilizó en fuentes contemporáneas hasta finales del siglo IX, lo que hace que el nombre sea anacrónico antes de esa fecha, pero son muchos los topónimos derivados del etnónimo croata son muy antiguos y al menos del período comprendido entre los siglos XI y XII. Si bien el término «croata» no se usó en fuentes sobre Panonia, los gobernantes de la dinastía Trpimirović después de Trpimir se llamaron a sí mismos los gobernantes de los croatas y eslavos. Dado que la "Croacia de Panonia" nunca existió política y étnicamente, ya que es un término historiográfico y no histórico, se abandonó en la historiografía croata moderna que utiliza en su lugar el término "Donja Panonija".(Baja Panonia).

## Gobernantes
La continuidad de los gobernantes eslavos en la Baja Panonia no está clara, y no fueron consistentemente parte de una dinastía gobernante, a diferencia de los del norte (Casa de Mojmir) y del sur (Casa de Trpimir).
| Monarca  | Reinado     |
| -------- | ----------- |
| Vojnomir | ca. 790-810 |
| Ludovico | ca. 810-823 |
| Ratimir  | ca. 829-838 |
| Pribina  | ca. 846-861 |
| Kocel    | ca. 861-876 |
| Braslav  | ca. 882-896 |